# Згуриця
Згуріца (рум. Zgurița) — село у Дрокійському районі Молдови. Утворює окрему комуну.

## Історія
За даними етнографічної експедиції 1869—1870 років під керівництвом Павла Чубинського, у селі здебільшого проживали українці, населення розмовляло лише українською мовою.

## Населення
За даними перепису населення 2004 року у селі проживали 2840 осіб.
Національний склад населення села:
| Національність       | Кількість осіб | Відсоток     |
| -------------------- | -------------- | ------------ |
| молдавани румуни     | 1912 16        | 67,3 % 0,6 % |
| українці             | 774            | 27,3 %       |
| росіяни              | 118            | 4,2 %        |
| болгари              | 5              | 0,2 %        |
| цигани               | 3              | 0,1 %        |
| гагаузи              | 1              | < 0,1 %      |
| поляки               | 1              | < 0,1 %      |
| інша / без відповіді | 10             | 0,4 %        |
| Всього               | 2840           | 100 %        |

### Уродженці
- Маш Ента Гершівна (1922—2013) — єврейська письменниця. Писала на їдиші.